# John Brodie (giocatore di football americano)
John Riley Brodie (Menlo Park, 14 agosto 1935) è un giocatore di football americano statunitense che ha giocato nel ruolo di quarterback per tutta la carriera con i San Francisco 49ers della National Football League (NFL). Al college giocò a football all'Università di Stanford venendo premiato come All-American.

## Carriera professionistica
Brodie fu scelto come terzo assoluto nel Draft NFL 1957 dai San Francisco 49ers. Nella sua stagione da rookie giocò sporadicamente ma dalla successiva aumentò il minutaggio in campo, dividendo il ruolo di quarterback fino al con Y.A. Tittle; divenne il titolare nel 1961 (dopo che Tittle fu scambiato coi New York Giants) mantenendo quel ruolo fino al 1973.
Brodie fu tra i migliori passatori della lega negli anni sessanta. A livello statistico la sua migliore stagione fu quella del 1965 quando guidò la lega in yard passate (3 112) e passaggi da touchdown (30), venendo convocato per il suo primo Pro Bowl.
Dopo l'ottima stagione 1965, Brodie fu corteggiato dagli Houston Oilers della rivale American Football League. I giornali riportarono che gli Oilers gli avrebbero offerto un compenso tra i 650 000 e il milione di dollari. Tuttavia, le voci di un'imminente fusione tra le due leghe e un aumento salariale da parte dei 49ers convinsero Brodie a rimanere a San Francisco, firmando un contratto da 900 000 dollari.
La stagione 1970 fu particolarmente degna di nota per Brodie. Quell'anno guidò la NFL con 24 passaggi da touchdown subendo solamente 8 sack, il minimo della lega. A fine anno fu premiato come miglior giocatore della lega.
Quando Brodie si ritirò alla fine della stagione 1973, questi si trovava al terzo posto di tutti i tempi per yard passate in carriera, dietro ai soli Johnny Unitas e Fran Tarkenton.

## Palmarès
- MVP della NFL: 1

1970
- Convocazioni al Pro Bowl: 2

1965, 1970
- First-team All-Pro: 1

1970
- Second-team All-Pro: 1

1965
- NFL Comeback Player of the Year Award: 1

1965
- Leader della NFL in passaggi da touchdown: 2

1965, 1970
- Numero 12 ritirato dai San Francisco 49ers
- College Football Hall of Fame (classe del 1986)